# Vườn quốc gia Petkeljärvi
Vườn quốc gia Petkeljärvi (Petkeljärven kansallispuisto) là một vườn quốc gia ở Eastern Phần Lan. Vườn quốc gia này được thành lập năm 1956 và có diện tích 6 kilômét vuông (2 dặm vuông Anh). Ở đây có các công sự từ thời Chiến tranh Tiếp diễn với một số đọan được trùng tu. Vườn quốc gia này cùng với vườn quốc gia Patvinsuo, thuộc khu dự trữ sinh quyển của UNESCO.